# Michael Lynne
Michael Lynne (Brooklyn, 23 de abril de 1941 — Manhattan, 24 de março de 2019) foi um produtor executivo cinematográfico norte-americano.